# Шмель (противотанковый ракетный комплекс)
«Шмель» (индекс ракеты — 3М6, комплексов — 2К15 и 2К16, по классификации МО США и НАТО AT-1 Snapper) — советский противотанковый ракетный комплекс (ПТРК) первого поколения. Предназначен для поражения танков, инженерных и фортификационных сооружений, надводных целей.

## История создания
Разработка ПТРК была инициирована постановлением № 7 от 27 мая 1957 года. Комплекс и ракета конструировались в СКБ-4, возглавляемом Б. И. Шавыриным, система управления — в ЦНИИ-173, заряд твердотопливного двигателя — в НИИ-125, боевая часть — в НИИ-6. Работы над комплексом и ракетой велись под руководством С. П. Непобедимого, над системой управления — под руководством З. М. Персица. Комплекс разработан на основе немецко-французского SS.10. Первые управляемые пуски были проведены в июне — июле 1958 года. На этапе испытаний вероятность попадания в цель достигала 75—90 % в зависимости от дальности (в дальнейшем на учениях Советской армии цель поражалась только в 25 % пусков из-за сложности управления ракетой). Принят на вооружение ВС СССР 1 августа 1960 года.
В ходе очередного военного парада на Красной площади 1 мая 1962 года боевые машины 2П27 с ПТРК 2К16 «Шмель» проехали в парадном строю. Таким образом комплекс презентовали населению и присутствовавшим иностранным военным обозревателям. Западные военные эксперты сразу же усмотрели сходство между новым советским ПТРК и его более ранним французским аналогом SS.11, придя к заключению, что два комплекса, вероятно, идентичны по своим габаритным и тактико-техническим характеристикам. По оценке западных специалистов, комплекс должен был обеспечивать поражение целей на расстоянии от 500 метров до 3 км. Однако, эта оценка оказалась завышенной.
Серийное производство комплекса продолжалось с 1961 по 1966 год на Заводе им. Дегтярёва.

## Тактико-технические характеристики
Основной источник: Техническое описание.
- Длина: 1150 мм
- Диаметр (калибр) ракеты: 136 мм
- Размах оперения: 750 мм
- Дальность стрельбы: 600...2000 м
- Стартовая масса: 24 кг
- Средняя скорость: 110 м/с
- Боевая часть: кумулятивная, индекс 3Н13
  - Масса боевой части: 3,3 кг[17]
- Бронепробиваемость под углом 90°/60°: 300/150 мм
- Система управления: ручная по проводам, наведение по методу трёх точек (наводчик — снаряд — цель).

## Модификации

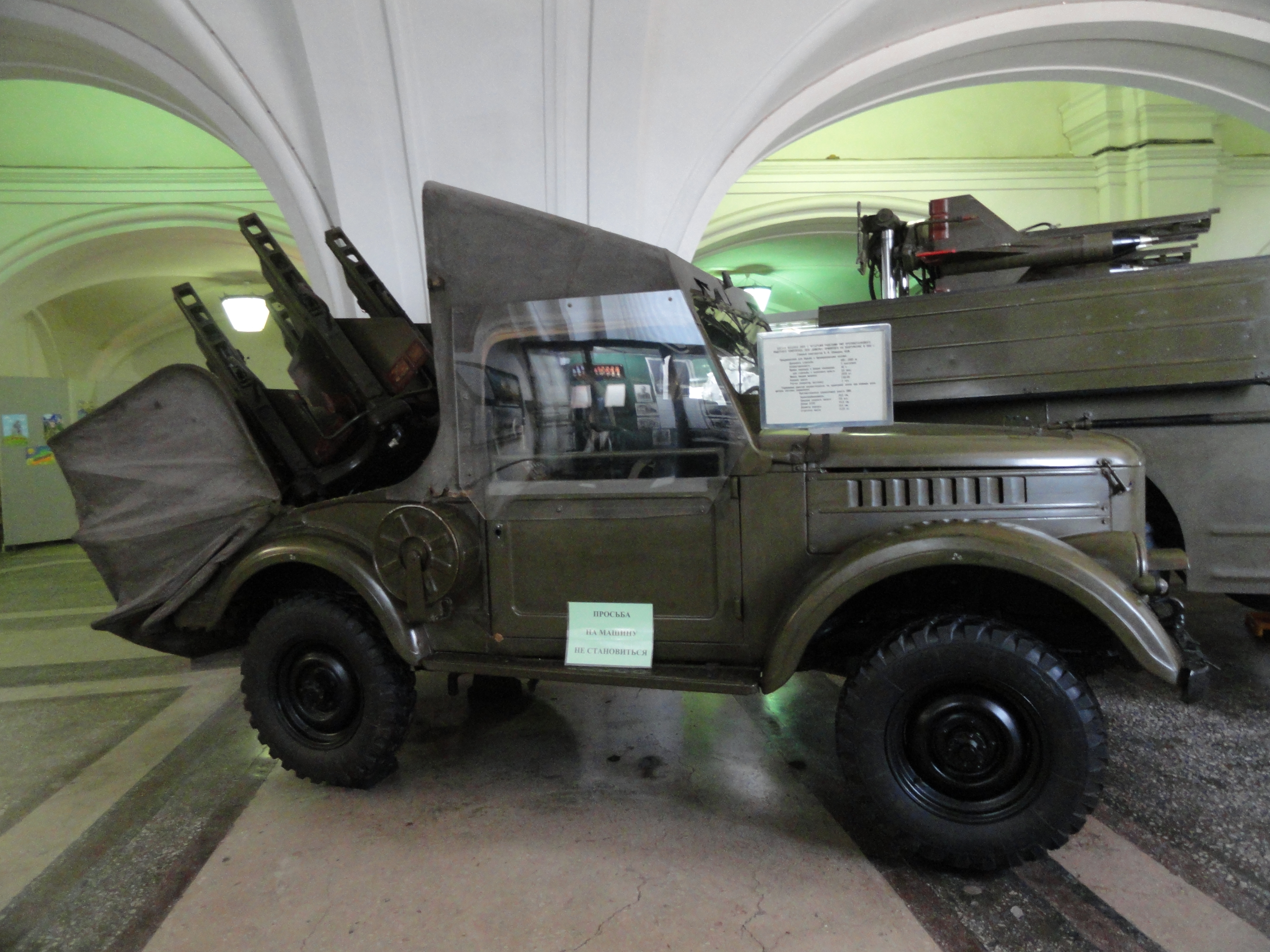
Боевая машина 2П26 в Военно-историческом музее артиллерии, инженерных войск и войск связи

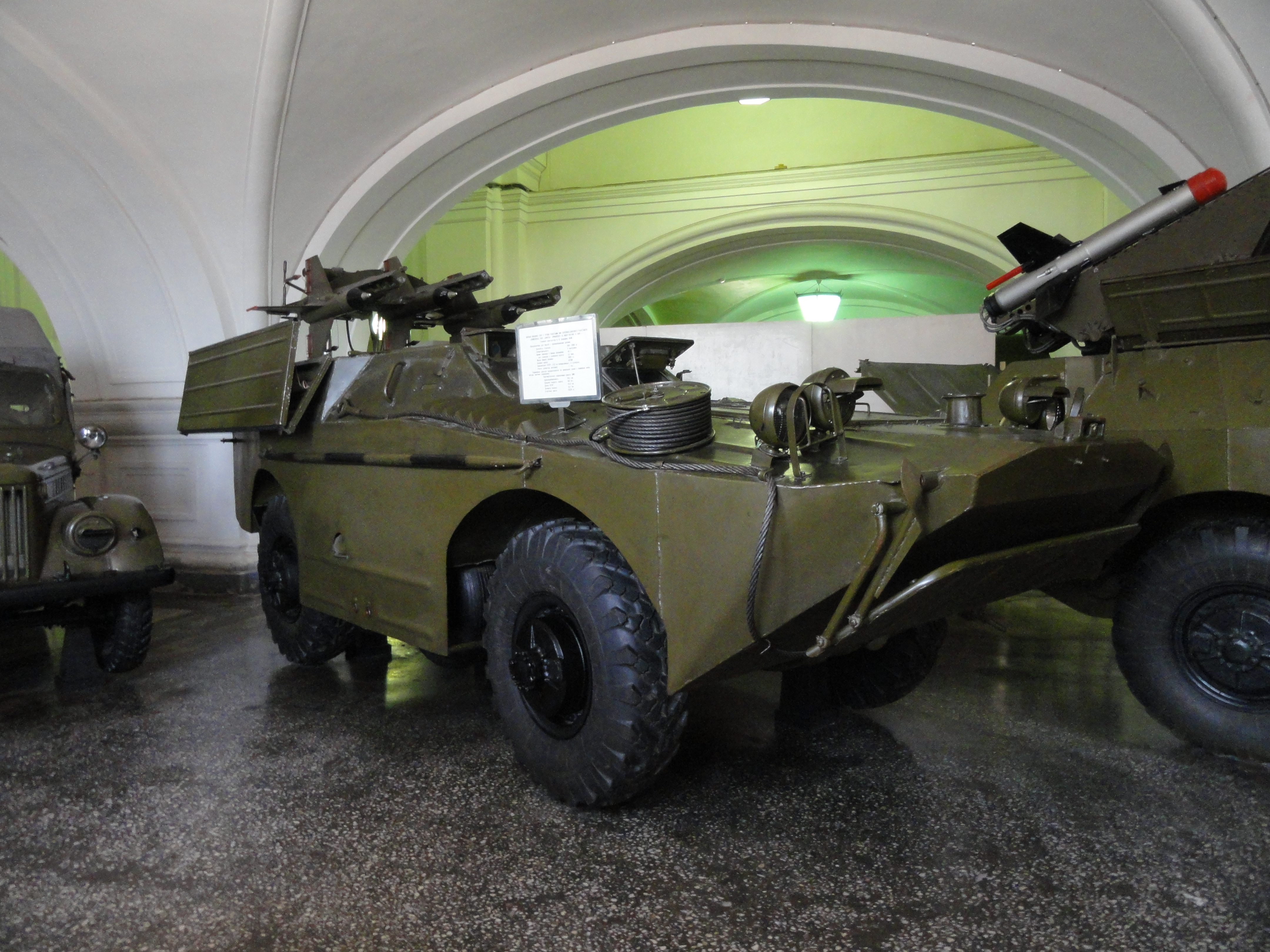
Истребитель танков 2П27 в Военно-историческом музее артиллерии, инженерных войск и войск связи

ПТРК размещался на двух типах наземных носителей:
- 2К15 «Шмель» — ПТРК с боевой машиной 2П26 на базе шасси автомобиля повышенной проходимости ГАЗ-69 с четырьмя направляющими рельсового типа, расположенными в задней части кузова.
- 2К16 «Шмель» — ПТРК с боевой машиной 2П27 на базе шасси бронированной разведывательно-дозорной машины (ГАЗ-40ПБ) с тремя поднимающимися вверх рельсовыми направляющими, размещёнными в бронированной рубке.

По организационно-штатной структуре боевые машины были сведены в противотанковые батареи, придаваемые мотострелковым полкам. В каждой батарее имелось по три взвода с тремя пусковыми установками 2П26 и 2П27 и БРДМ-1 командира взвода в каждом.

## Боевое применение
- В ходе Шестидневной войны неоднократно отмечались случаи пусков ПТУР «Шмель» по израильским танкам на египетском фронте[18].
- В ходе Войны на истощение египетским войскам удалось поразить ПТУР «Шмель» два израильских танка М48, патрулировавших восточный берег Суэцкого канала[18].
- В ходе Войны Судного дня Египет использовал небольшое количество ПТРК «Шмель»[18].
- Греки-киприоты использовали ПТУР «Шмель» во время Турецкого вторжения 1974 года. Было поражено несколько целей, например, 1 августа ракетой 3М6 был уничтожен турецкий танк M47[19][20][21][22][23][24].

## Эксплуатанты

### Производитель/основной эксплуатант
- СССР
- КНДР[25][26][27]: комплексы 2К15[28]

### Другие эксплуатанты
- Алжир[29]
- ВНР[26][30]
- ВСНЛАД[31]
- ГДР[26][32]
- ДРА[26][29]
- Египет[32][33]
- Израиль: до 40 комплексов 2К15, захваченных у Египта. Из них 32 были приняты на вооружение[18][34].
- Кипр: 80 ракет получены в 1973 году в нарушение греческого и турецкого эмбарго на поставку вооружений[35].
- Куба: комплексы 2К16[36]. 250 ракет к ним получены в 1962 году[35].
- МНР: 100 ракет получены в 1963 году[35].
- НРБ[26][37]
- ПНР[26][38]
- СР Румыния[26][38]
- Чехословакия[26][32]
- Югославия[26][39]: 500 ракет получены между 1964 и 1965 годами[35].